# Terellia deserta
Terellia deserta är en tvåvingeart som beskrevs av Valery Korneyev 1985. Terellia deserta ingår i släktet Terellia och familjen borrflugor.
Artens utbredningsområde är Turkmenistan. Inga underarter finns listade i Catalogue of Life.